# Rakove (okres Ťačiv)
Rakove, česky dříve Turja Rakov, ukrajinsky Ракове, maďarsky Rakó, je osada obce Vulchovce-Lazy, ve Vulchovské vesnické komunitě, v okrese Ťačiv, v Zakarpatské oblasti na Ukrajině. V roce 2025 zde žilo 968 obyvatel.

## Historie
Do uzavření Trianonské smlouvy byla ves součástí Uherska, poté byla součástí Československa. Od 15. dubna 1939 byla součástí samostatného státu Karpatská Ukrajina; o několik dní později bylo Zakarpatí obsazeno maďarskými vojsky. Od roku 1945 patřila k Ukrajinské sovětské socialistické republice, která byla součástí SSSR, a nakonec od roku 1991 patří samostatné Ukrajině.